# 岩質彗星
岩質彗星是一種罕見的太陽系小天體，釋氣時的主要成分主是由岩石組成的顆粒，因此它具有彗星和小行星的雙重性質。

## 說明

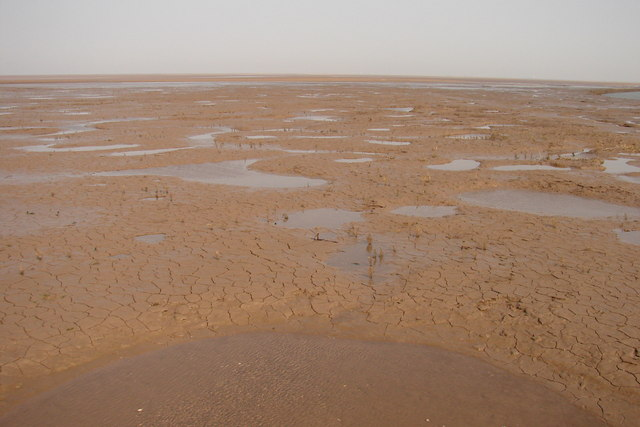
岩質彗星產生的釋氣類似於乾湖底的泥裂縫。

岩質彗星，不像一般的彗星釋氣的主要成分是冰，彗髮的主要成分是岩石。因此，它們的釋氣是不可預知的，而不只是在凍線的內側。
發生這種情況的原因被認為是類似乾涸湖床底部的泥裂縫，在表面鬆散的小塊會離開，稍後會因為被輻射壓掃掠而推離。
有時，一個天體可以被錯誤的認定為岩質彗星，像是P/2010 A2，是小行星帶中與另一個天體碰撞的一顆小行星，導致在短暫的時間內有岩石的碎屑尾隨著它。
因為岩質的太陽系小天體必須非常接近太陽，兩者必須近到足以讓固體的表層裂開，並且要有足夠的能量將分離開的小碎片推離小行星，因此岩質彗星非常罕見。然而，如果一顆小行星靠近太陽到足以發生前述的事情，後敘的情況也會發生。

## 例子
唯一已知岩質彗星的例子是法厄同，其近日點（最靠近太陽的點）為0.14AU，比任何已經命名的其它小行星更靠近太陽。已經知道它在某些常合會增亮，暗示他可能會釋氣，而且日地關係天文台太空船曾經觀察到它拋射出塵埃。
一些尚未命名的小行星比法厄同更接近太陽，但未曾被觀察到釋氣的現象。但這並不意味著它們沒有釋氣，可能只是我們沒有觀察到這些釋氣的細節。